# Золотовицька Ірма Львівна
Ірма Львівна Золотовицька (Фруміна) (7 травня 1932, Харків, — 10 липня 2024 Бат-Ям, Ізраїль) — радянський та ізраїльський музикознавець, музичний критик, педагог. Професор.

## Біографічні відомості
Народилась у сім'ї професора-лікаря.
1955 — закінчила Харківську консерваторію по класу М. Д Тіца.
У 1955—1961 — редактор музичних передач Харківської студії телебачення.
У 1961—1990 викладала на кафедрі теорії музики Харківської консерваторії (згодом — Інституту мистецтв ім. І. П. Котляревського). З 1973 — доцент, з 1980 — професор, з 1981 — декан музикознавчого, композиторського та фортепіанного факультетів.
У Московській консерваторії підготувала і захистила дисертацію «Деякі особливості тематизму драматичних симфоній українських радянських композиторів» (1973), науковий керівник — В. В. Протопопов.
З 1969 — Член Спілки композиторів СРСР та Спілки композиторів УРСР, з 1991 — іноземний член Національної спілки композиторів України.
З 1991 — професор факультету музикології Тель-Авівського університету. Член Ізраїльської асоціації музикології.

## Музикознавчі праці

### Книги
- Золотовицька І. Дмитро Клебанов: Творчий портрет композитора. — Київ: Музична Україна, 1980.

### Статті
- Золотовицька І. Четверта симфонія Б.Лятошинського. Деякі особливості тематизму формотворення // Музична критика і сучасність.- Київ, 1978.
- Золотовицкая И. О некоторых новых тенденциях в современной советской симфонии // Музыкальный современник; [сб. статей]. — М.: Советский композитор, 1987. — Вып. 6. — С. 168—183.
- Золотовицкая И. Симфония как жанр и ее литературные прототипы // Ференц Лист и проблемы синтеза искусств: Сб. научных трудов / Сост. Г. И. Ганзбург. Под общей ред. Т. Б. Веркиной. — Харьков: РА — Каравелла, 2002. — C. 227—239. ISBN 966-7012-17-4

## Сім'я
- Батько — Фрумін Лев Лазаревич (1901—1958), доктор медичних наук, професор.
- Мати — Бромберг Евеліна Давидівна (1904—1977), доктор медичних наук, професор, завідувачка кафедри в Харківському інституті удосконалення лікарів.
- Брат — Фрумін Валерій Львович (нар. 1938), кандидат технічних наук, завідувач кафедри в Харвівському політехнічному інституті, згодом керівник фірми в Ізраїлі.
- Чоловік — Золотовіцький В'ячеслав Якович (нар. 1931), лікар, кандидат медичних наук, співробітник Харківського науково-дослідного інституту здоров'я дітей і підлітків.
- Син — Русабров Євгеній Теодорович (1955—2013), театрознавець, театральний критик, завідувач кафедри майстерності актора і режисури театру анімації в Харківському національному університеті мистецтв ім. І. П. Котляревського.
- Дочка — Золотовицька Ольга В'ячеславівна (нар. 1963), косметолог.